# Cesare Brancadoro
Cesare Brancadoro (Fermo, 28 agosto 1755 – Fermo, 12 settembre 1837) è stato un cardinale e arcivescovo cattolico italiano.

## Biografia
Nato a Fermo il 28 agosto 1755 era figlio del conte Giuseppe Brancadoro e di Giulia Massi.
Seguì la carriera ecclesiastica e fu arciprete a Fermo. Passato a Roma divenne prefetto della biblioteca del papa Pio VI. Nel 1789 fu nominato arcivescovo titolare di Nisibi; ricevette la consacrazione episcopale il 25 luglio 1790 per l'imposizione delle mani dell'arcivescovo Andrea Antonio Silverio Minucci. Nel 1792 fu nominato nunzio apostolico in Belgio, nel 1795 vicario della basilica vaticana del cardinale duca di York, Enrico Benedetto Stuart, e nel 1797 segretario della Congregazione de Propaganda Fide.
L'11 agosto del 1800 fu nominato vescovo di Orvieto (dove ebbe come vicario generale l'erudito Giuseppe Colucci) e nel 1803 arcivescovo di Fermo.
Nel concistoro del 23 febbraio 1801 fu elevato a cardinale protopresbitero dal papa Pio VII, con il titolo cardinalizio di San Girolamo dei Croati. Dal 1820 ebbe il titolo di Sant'Agostino. Partecipò al conclave del 1823 che elesse papa Leone XII.
Fece edificare nell'arcidiocesi di Fermo la chiesa dell'Annunziata a Porto Sant'Elpidio (1823) ed eresse la propria residenza con un palazzo a Sant'Elpidio a Mare, dove gli è stata intitolata una piazza.
All'interno della curia pontificia fu parte del "partito degli intransigenti" che si proponevano di difendere il primato papale. Nel 1798 con l'avvento della Repubblica romana, nella sua qualità di segretario della congregazione de Propaganda Fide, aveva tentato di ripristinarne le attività da Fermo e da Parma, creando un conflitto di attribuzioni con Stefano Borgia, nominato dal papa pro-prefetto nel 1799.
Morì nell'arcidiocesi di Fermo il 12 settembre 1837 all'età di 82 anni.

## Opere
Il futuro cardinale praticò attività letterarie prima degli impegni nella curia romana e in particolare tradusse l'opera devozionale Meditations among tombs, di James Hervey (1714-1758), pubblicata una prima volta nel 1746. In seguito diede alle stampe numerosi opuscoli, discorsi e traduzioni legati alla propaganda delle proprie idee su temi di politica religiosa.
Le sue opere furono raccolte in un'edizione in più volumi (Opere dell'e.mo e r.mo sig.card. Cesare Brancadoro arcivescovo e principe di Fermo) della stamperia Pallade negli anni 1806-1807: i primi due comprendono la traduzione di Hervey con alcune aggiunte scritte dallo stesso porporato (Le mie meditazioni su le tombe, I-II) e l'ottavo in una traduzione dal latino del  Libro unico di L. Celio Lattanzio Firmiano sopra le morti de' persecutori della Chiesa scritto a Donato illustre confessor di que' tempi. I volumi comprendono inoltre scritti vari, discorsi e alcune lettere (Parenesi recitate in occasione di varj sposalisj e alcune lettere scritte a diversi, Discorsi recitati per la vestizione e professione di varie religiose e Opuscoli varj).
Altre opere pubblicate singolarmente sono:
- Dissertazione dell'arciprete Cesare Brancadoro sulla necessità di dare alla gioventù una buona educazione (dedicata al papa Pio VI), Giuseppe Alessandro Paccasassi editore, Fermo 1782;
- L'uomo senza religione, editore Paccaroni, 1783 (edizione in francese del 1794);
- Dissertazione del digiuno quadragesimale, Filippo Lazzarini e Bartolommeo Bartolini editori, Fermo 1784;
- Elogio funebre dell'eminentissimo Sig. Cardinale G. Fantuzzi, 1786;
- Ragionamento sopra l'utilità delle lettere, e delle scienze: per la felicità di uno stato (dedicato a "S.E. reverendissima monsignor Romualdo Onesti Braschi maggiordomo di N.S. Papa Pio VI"), eredi Pannelli editori, Macerata 1786;
- Elogio storico per onorare la memoria dell'eminentissimo signor cardinale Antonio Casali di mons. Cesare Brancadoro arciprete della metropolitana di Fermo e cameriere di onore di Nostro Signore Papa Pio 6. felicemente regnante, eredi Pannelli editori, Macerata 1787;
- L'autorità delle due podestà. Traduzione dal francese (traduzione dal francese dell'opera di Jean Pey), 6 volumi, Giovanni Tomassini editore, Foligno 1788[4];
- Confutazione succinta di un libro intitolato: Trattato dell'autorità del Papa del Signore di Burigni (traduzione dal francese dell'opera di Jean Pey), 1788;
- Pio VI Pontefice Massimo in Subiaco. Tributo di monsignor Cesare Brancadoro arcivescovo di Nisibi e superiore alla missioni di Olanda, Roma 1789;
- Meditazione su l'urna reale di Carlo III di Borbone, Re delle Spagne, Antonio Fulgoni editore, 1789;
- Allocuzione tenuta in Utrecht nel tempio cattolico di s. Martino a' RR. Pastori delle sagre missioni d'Olanda il dì 20 settembre 1794 dall'apostolico superiore arcivescovo di Nisibi Cesare Brancadoro, stampata nel 1833;
- Lettera di Monsignor Cesare Brancadoro, arcivescovo di Nisibi e segretario della S.C. di Propag. Fide, ad un suo amico su i prodigi operati in Ancona ed in Roma dalle immagini di Maria Vergine nel 1796, Giovanni Tomassini editore, Foligno 1797.
- Orazione ne' funerali di Pio sesto pontefice ottimo massimo recitata da monsignor Cesare Brancadoro arcivescovo di Nisibi e segretario della Congregazione de Propaganda Fide nella basilica patriarcale di Venezia il 31 ottobre 1799, Antonio Zatta editore, Venezia 1799;
- Lettera dell'E.mo e R.mo sig. cardinale Cesare Brancadoro arcivescovo di Fermo al sig. abate Francesco Cancellieri su la dissertazione del P. Giacomo Povyard carmelitano sopra l'anteriorità del bacio de' piedi de' sommi pontefici ... Con una lettera del suddetto P. Pouyard al medesimo porporato sopra lo stesso argomento, Francesco Bourlié editore, Roma 1807.
- Omelia recitata al popolo, Fermo 1803[5].

## Genealogia episcopale e successione apostolica
La genealogia episcopale è:
- Cardinale Scipione Rebiba
- Cardinale Giulio Antonio Santori
- Cardinale Girolamo Bernerio, O.P.
- Arcivescovo Galeazzo Sanvitale
- Cardinale Ludovico Ludovisi
- Cardinale Luigi Caetani
- Cardinale Ulderico Carpegna
- Cardinale Paluzzo Paluzzi Altieri degli Albertoni
- Papa Benedetto XIII
- Papa Benedetto XIV
- Cardinale Giorgio Doria
- Arcivescovo Andrea Antonio Silverio Minucci
- Cardinale Cesare Brancadoro

La successione apostolica è:
- Vescovo Adeodatus Papikian, C.M.V. (1800)
- Vescovo John Connolly, O.P. (1814)
- Arcivescovo Giovan Francesco Compagnoni Marefoschi (1816)